# Os angulare
Het os angulare is een groot bot in de onderkaak (mandibula) van amfibieën, reptielen en vogels. Het os angulare is verbonden met alle andere botten van de onderkaak: het dentarium, het os spleniale, het os suprangulare en het os articulare. Het is homoloog met het os tympani van zoogdieren. Vroeg in de evolutie van zoogdieren zijn de andere beenderen dan het dentarium geëvolueerd tot beentjes in het middenoor.
In de Therapsida, voorlopers van de zoogdieren, bestaat de onderkaak uit het dentarium (de mandibula bij zoogdieren) en een groep kleine botjes bij het kaakgewricht. Toen het dentarium in de loop van miljoenen jaren steeds groter werd, werden het os articulare en het os angulare alsmaar kleiner tot het dentarium rechtstreeks contact maakte met de bovenkaak. De postdentaire botjes verloren hun functie in het gewricht. Ze plantten wel geluid voort naar een gebogen plaat met een membraan, het  trommelvlies, dat trillingen van het os angulare kon waarnemen. Zo evolueerde het os angulare tot een gehoorbeentje.